# Campionati europei di dressage 2003
I Campionati europei di dressage 2003 si sono svolti a Hickstead, in Gran Bretagna. 

## Podi
| Evento           | Oro            | Argento   | Bronzo               |
| Gara individuale | Ulla Salzgeber | Jan Brink | Beatriz Ferrer-Salat |
| Gara a squadre   | Germania       | Spagna    | Regno Unito          |

## Medagliere
| Posiz. | Nazione     | Oro | Argento | Bronzo | Totale |
| ------ | ----------- | --- | ------- | ------ | ------ |
| 1      | Germania    | 2   | 0       | 0      | 2      |
| 2      | Spagna      | 0   | 1       | 1      | 2      |
| 3      | Svezia      | 0   | 1       | 0      | 1      |
| 4      | Regno Unito | 0   | 0       | 1      | 1      |
| Totale | Totale      | 2   | 2       | 2      | 6      |